# فائق محفوض
فائق ميخائيل محفوض (1912 - 1983) كاتب مسرحي وشاعر وصحفي سوري. ولد في قرية البساتين من منطقة بانياس في محافظة طرطوس. درس في مدرسة مار عبدا هرهريا في لبنان، ثم في اللاذقية. خلع لباس الرهبنة وتفرغ للتدريس والصحافة. عمل مدرّسًا للغة العربية منذ 1946 حتى تقاعده. نشر شعره في الصحف والمجلات السورية وله مؤلفات نثرية وشعرية وعدة مسرحيات مخطوطة. 

## سيرته
ولد فائق بن ميخائيل محفوض في قرية البساتين من منطقة بانياس في محافظة طرطوس سنة 1912م/ 1331 هـ ونشأ فيها. تلقى تعليمه المبكر في قرية مارعبدا في مدرسة البطريكية، ثم في المدارس الدينية في غزير (لبنان) لتؤهله للعمل راهبًا، ولكنه لم يكمل دراسته بها.

عمل بالتدريس من سنة 1936 في معهد الفرير باللاذقية، ثم انتقل بعد الانتداب الفرنسي إلى تعليم اللغة العربية في ثانويات اللاذقية الرسمية من 1946.

أنشأ أول جريدة يومية في اللاذقية في سنة 1940 باسم الرغائب، كما عمل محررًا لمجلة الغد لصاحبها أدهم فوز باللاذقية. 

توفي فائق محفوض في مسقط رأسه سنة 1983 م/ 1404 هـ.

## شعره
له قصائد نشرت في عدد من الدوريات، كان أولها قصيدة نشرت في مجلة الحرية ببيروت سنة 1925. ذكره عبد العزيز البابطين في معجمه وقال عنه «شاعر، نظم في الغزل والوصف والشكوى، تأثر بشعراء الوجدان وخاصة خليل مطران، غلب على شعره الغنائية وسيطرة الأنا، اتسمت قصائده بالميل إلى القصر، واعتماد لغة سهلة قريبة من متلقيها، وصور أقرب للمباشرة، مع تنوع في المحسنات البديعية، يميل إلى نظم الموضوعات الطريفة، فله قطعة عن فنجان قهوة، وأخرى عن السيجارة.» 

## مؤلفاته
- أزهار حديقتي، شعر ونثر، 1936
- غرائب القدر، مسرحية، 1944
- الكاتب العربي، شعر ونثر، 1963
- المرآة، شعر

من مسرحياته مخطوطة:
- الأرض المقدسة
- خطيئة المجتمع
- القضاء
- الفلاحة